# نجم بلدية العفرون
نجم بلدية العفرون، هو نادٍ رياضيٌّ جزائريٌّ لكرة القدم تأسس عام 1947م. من إنجازات الفريق هي الصعود إلى القسم الثاني في الدوري الجزائري ،و من أبرز اللاعبين في فريق نجم العفرون او الملقب ب (الساحلية) منهم عبد القادر ايغيلي و كمال جحمون و صالح مهداوي و سيدمو علي غيرهم... نجم العفرون هو من اقدم الفرق في مدينة البليدة 

## وصلات خارجية
- الرابطة الجزائرية المحترفة الأولى ،والثانية ، لكرة القدم